# Gone – Eine tödliche Leidenschaft
Gone – Eine tödliche Leidenschaft ist ein Spielfilm des österreichischen Regisseurs Zoltan Paul aus dem Produktionsjahr 2003. Die deutsche Erstaufführung in den Kinos fand am 25. März 2004 statt, die zugehörige DVD kam am 29. November 2004 in den Handel.
In dem Psychodrama geht es um ein Ehepaar, das von einem mysteriösen Autor mit einem Manuskript konfrontiert wird, das bis ins Detail ein verdrängtes Kapitel ihrer eigenen Ehe nachzuerzählen scheint.

## Handlung
Das Ehepaar Alma und Henry Schiller wohnt in seinem Haus, in einem idyllischen Dorf. Eines Nachts beobachten sie, wie ein Fremder in ihrem Garten ein Grab aushebt. Alma kennt den Mann, mit dem sie eine tiefe Leidenschaft verbunden hatte.
Eine Rückblende erzählt die Vorgeschichte der Szene. Der ,ehemals erfolgreiche, Autor David kämpft verzweifelt gegen eine Schreibblockade. Da begegnet er seinem Schulfreund Mike, ein Versicherungsvertreter, der sich in finanziellen Schwierigkeiten befindet und ihm den Vorschlag macht, gemeinsam Selbstmord zu begehen. Im kritischen Moment versagt allerdings die Pistole. Mike erleidet einen Herzinfarkt und wird in ein Krankenhaus eingeliefert. Dort lernt David die Verlegerin Alma kennen, die nach einem gescheiterten Selbstmordversuch David die Motive für ihren Freitod ausbreitet. David verliebt sich in Alma. Ihre Geschichte löst Davids Schreibblockade und er macht Alma zum Vorbild für die weibliche Hauptfigur seines neuen Romans „Gone“.
Das fertige Manuskript legt er Almas Ehemann, einem Verleger, vor. Henry erkennt, dass seine Frau Vorbild der Protagonistin des Romans ist und verhindert dessen Veröffentlichung. Die Ablehnung des Romans stürzt David in eine Krise, er entführt Alma und zwingt sie mit vorgehaltener Pistole, den ihr bisher nicht bekannten Roman zu lesen. Die beiden verbringen eine stürmische Liebesnacht: Alma wird in den Sog der Todessehnsucht Davids hineingezogen und kann sich nur mit Mühe befreien und zu ihrem Mann retten. Daraufhin erschießt sich David im Garten seiner Geliebten.

## Kritik
„Ohne Fördergelder entstandener Debütfilm, der sich an der Beschreibung einer verhängnisvollen Leidenschaft versucht und mit einigen Qualitäten aufwartet, sich aber zu unentschlossen zwischen pathetischer und ironischer Behandlung des klassischen Fantasy-Stoffes bewegt.“